# Regierung Badoglio
Die Regierung Badoglio war die erste italienische Regierung der postfaschistischen Zeit unter dem Marschall von Italien Pietro Badoglio. Sie kam ins Amt, als im Juli 1943 der diktatorisch regierende Benito Mussolini von oppositionellen Faschisten und monarchistischen Kräften gestürzt wurde, die das Bündnis mit dem nationalsozialistischen Deutschland lösen und einer antifaschistischen Massenbewegung zuvorkommen wollten. Die Regierung vollzog den Wechsel auf die Seite der Alliierten und erklärte im Oktober 1943 dem vormals verbündeten Deutschland den Krieg. Im April 1944 bildete Badoglio unter Einbindung der vorher ausgeschlossenen Parteien ein zweites Kabinett. Am 18. Juni 1944 wurde dieses durch das Kabinett Bonomi II abgelöst.

## Geschichte

### Kriegseintritt Italiens
1940 war Marschall Pietro Badoglio ein entschiedener Gegner eines italienischen Kriegseintritts an der Seite Hitlerdeutschlands. Mussolini erklärte den Krieg schließlich kurz vor der Kapitulation Frankreichs am Ende des Westfeldzugs. Badoglio trat jedoch erst im Verlauf des desaströsen italienischen Feldzugs gegen Griechenland vom Posten des Generalstabschefs der Streitkräfte zurück. Sein Nachfolger wurde Ugo Cavallero.

### Putsch gegen Mussolini
Unter dem Eindruck der militärischen Katastrophen in Nordafrika (u. a. Zweite Schlacht von El Alamein) und am Don, wo die Italienische Expeditionsarmee in der Sowjetunion im Winter 1942/43 fast vollständig vernichtet worden war, brach die schwelende Krise des faschistischen Regimes im Frühjahr 1943 offen aus. Nach der alliierten Landung auf Sizilien plädierten führende Faschisten aus verschiedenen Gründen für das Zusammentreten des Großen Faschistischen Rates und stimmten am 25. Juli 1943 für die Absetzung Mussolinis, der daraufhin von König Viktor Emanuel III. entlassen und inhaftiert wurde. Direkt danach setzte der König den politisch relativ unerfahrenen Marschall Badoglio als Ministerpräsident ein und teilte ihm die zu berufenden Minister mit (diese hatte er zusammen mit Graf Pietro d'Acquarone ausgewählt).

### Regierungsbildung unter Badoglio
Das erste Kabinett bestand nur aus Personen aus dem Umfeld Mussolinis. Die neue Regierung versuchte eine Balance zwischen den Ansprüchen der Alliierten, die am 10. Juli 1943 auf Sizilien gelandet waren, und dem Bündnispartner Deutschland herzustellen. In den „45 Tagen“ (quarantacinque giorni), dem Zeitraum zwischen dem Sturz Mussolinis und der Besetzung durch deutsche Truppen, verschwanden die faschistische Partei PNF und die Institutionen des Regimes nahezu geräuschlos. Badoglio löste mit Wirkung zum 6. August 1943 auch formal den Partito Nazionale Fascista auf. Als die Alliierten ihre Bombenangriffe auf italienische Städte forcierten, nahm Badoglio geheime Waffenstillstandsverhandlungen mit ihnen auf.

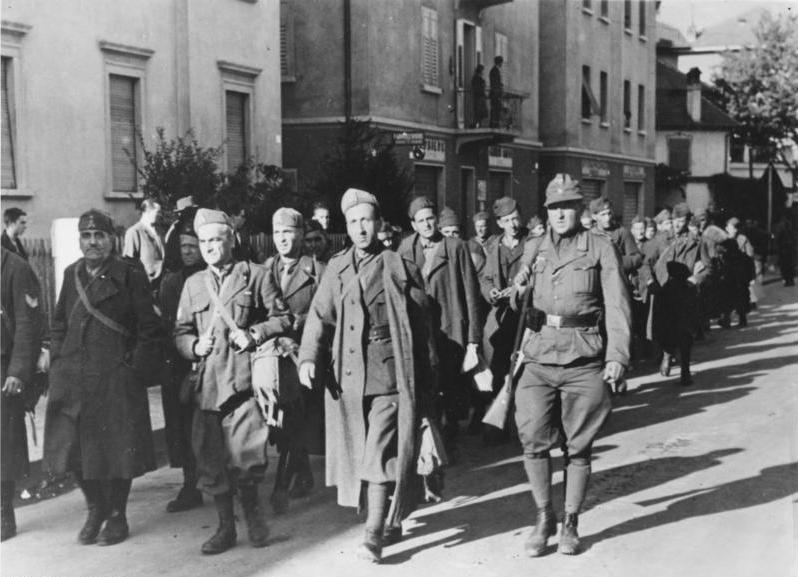
Entwaffnete Badoglio-Soldaten in Bozen (September 1943), Aufnahme einer Propagandakompanie

Die resultierende Kapitulation Italiens wurde am 8. September 1943 verkündet. Die Kapitulation bedeutete einen Frontwechsel, allerdings ohne dass die meisten italienischen Soldaten darüber informiert wurden.
Die Wehrmacht startete daraufhin den Fall Achse und besetzte Nord- und Mittelitalien, schloss die Stadt Rom ein und nahm etwa 800.000 italienische Soldaten gefangen; besonders in der Ägäis und in Griechenland wurden tausende italienische Soldaten nach ihrer Gefangennahme erschossen. Die Deutschen befreiten Mussolini am Gran Sasso im „Unternehmen Eiche“ und setzten ihn am 23. September 1943 als Chef der Repubblica Sociale Italiana ein, mit Sitz in Salò am Gardasee. Die faschistischen Schwarzen Brigaden kämpften ebenfalls gegen italienische Partisanen und Truppen der Regierung Badoglio. Der König floh mit Badoglio und zwei Ministern über Pescara in das unbesetzte Brindisi. Auf Druck der West-Alliierten erklärte die Regierung Badoglio Deutschland am 13. Oktober 1943 den Krieg. Die Kriegserklärung gegen Deutschland kommentierte die NS-Presse als „lächerlich“ und bezeichnete Badoglio als „Verräter“.

### Das zweite Kabinett
Die in Italien vorrückenden Alliierten unterstellten die von ihnen besetzten Provinzen der Regierung Badoglio, forderten im Gegenzug aber, zügig mit den Säuberungen von Faschisten zu beginnen. Doch schon bald mussten die Alliierten den Druck erhöhen, weil Badoglio nur zögerlich handelte. Gleichzeitig kam auch Druck von Antifaschisten, wie dem aus dem Exil zurückkehrenden Chef der Kommunistischen Partei Palmiro Togliatti. Am 22. April 1944 musste Badoglio eine neue Regierung bilden. Sie umfasste neben Militärs und Technokraten die Parteien Democrazia Cristiana (DC), die Partito Comunista Italiano (PCI), die PSI und weitere kleinere Parteien (PLI, PDL, PdA). Nach der Befreiung Roms durch die Alliierten am 4. Juni 1944 erzwangen die Antifaschisten am 8. Juni den Rücktritt Badoglios. Sein Nachfolger Ivanoe Bonomi setzte mit einem Kabinett aus zurückgekehrten Emigranten und Antifaschisten die Säuberungen drastischer fort.

## Personelle Zusammensetzung

### Kabinett Badoglio I
| Präsidium des Ministerrats |                                                            |                                            |                                        |
| Präsident des Ministerrats | Pietro Badoglio                                            | 28. Juli 1943 bis 17. April 1944           |                                        |
| Staatssekretär             | Pietro Baratono                                            | 16. November 1943 bis 1. Februar 1944      |                                        |
|                            | Dino Philipson                                             | 1. Februar bis 17. April 1944              |                                        |
| Ministerien                |                                                            |                                            |                                        |
| Äußeres                    |                                                            |                                            |                                        |
| Minister                   | Raffaele Guariglia                                         | 28. Juli 1943 bis 11. Februar 1944         |                                        |
|                            | Pietro Badoglio                                            | 11. Februar bis 17. April 1944, ad interim |                                        |
| Italienisches Afrika       |                                                            |                                            |                                        |
| Minister                   | Melchiade Gabba                                            | 27. Juli 1943 bis 24. Februar 1944         |                                        |
|                            | Pietro Badoglio                                            | 24. Februar bis 17. April 1944, ad interim |                                        |
| Inneres                    |                                                            |                                            |                                        |
| Minister                   | Umberto Ricci                                              | 28. Juli 1943 bis 11. Februar 1944         |                                        |
|                            | Vito Reale                                                 | 11. Februar bis 17. April 1944             |                                        |
| Staatssekretär             | Vito Reale                                                 | 16. November 1943 bis 11. Februar 1944     |                                        |
|                            | Pietro Capasso                                             | 24. Februar bis 17. April 1944             |                                        |
| Justiz                     |                                                            |                                            |                                        |
| Minister                   | Gaetano Azzariti                                           | 26. Juli 1943 bis 15. Februar 1944         |                                        |
|                            | Ettore Casati                                              | 15. Februar bis 17. April 1944             |                                        |
| Staatssekretär             | Giuseppe Salvatore De Santis                               | 16. November 1943 bis 15. Februar 1944     |                                        |
| Finanzen                   |                                                            |                                            |                                        |
| Minister                   | Domenico Bartolini                                         | 27. Juli 1943 bis 11. Februar 1944         |                                        |
|                            | Guido Jung                                                 | 11. Februar bis 17. April 1944             |                                        |
| Staatssekretär             | Guido Jung                                                 | 16. November 1943 bis 11. Februar 1944     |                                        |
| Währung                    | (in das Finanzministerium eingegliedert am 2. Juni 1944)   |                                            |                                        |
| Minister                   | Giovanni Acanfora                                          | 26. Juli 1943 bis 24. Februar 1944         |                                        |
|                            | Guido Jung                                                 | 24. Februar bis 2. Juni 1944, ad interim   |                                        |
| Krieg                      |                                                            |                                            |                                        |
| Minister                   | Antonio Sorice                                             | 26. Juli 1943 bis 11. Februar 1944         |                                        |
|                            | Taddeo Orlando                                             | 11. Februar bis 17. April 1944             |                                        |
| Staatssekretär             | Taddeo Orlando                                             | 15. November 1943 bis 11. Februar 1944     |                                        |
| Luftfahrt                  |                                                            |                                            |                                        |
| Minister                   | Renato Sandalli                                            | 27. Juli 1943 bis 17. April 1944           |                                        |
| Marine                     |                                                            |                                            |                                        |
| Minister                   | Raffaele de Courten                                        | 27. Juli 1943 bis 17. April 1944           |                                        |
| Staatssekretär             | Pietro Barone                                              | 16. November 1943 bis 17. April 1944       | zuständig für Handelsmarine            |
| Kriegswirtschaft           | (aufgelöst am 27. Juni 1944)                               |                                            |                                        |
| Minister                   | Carlo Favagrossa                                           | 27. Juli 1943 bis 27. Juni 1944            |                                        |
| Landwirtschaft und Forsten |                                                            |                                            |                                        |
| Minister                   | Alessandro Brizzi                                          | 27. Juli 1943 bis 11. Februar 1944         |                                        |
|                            | Falcone Lucifero                                           | 11. Februar bis 17. April 1944             |                                        |
| Staatssekretär             | Tommaso Siciliani                                          | 16. November 1943 bis 11. Februar 1944     |                                        |
| Handel und Industrie       | (umbenannt in Handel, Industrie und Arbeit im August 1943) |                                            |                                        |
| Minister                   | Leopoldo Piccardi                                          | 26. Juli bis 16. November 1943             |                                        |
|                            | Epicarmo Corbino                                           | 11. Februar bis 17. April 1944             |                                        |
| Staatssekretär             | Epicarmo Corbino                                           | 16. November 1943 bis 11. Februar 1944     |                                        |
| Öffentliche Arbeiten       |                                                            |                                            |                                        |
| Minister                   | Domenico Romano                                            | 27. Juli 1943 bis 11. Februar 1944         |                                        |
|                            | Raffaele De Caro                                           | 11. Februar bis 17. April 1944             |                                        |
| Staatssekretär             | Raffaele De Caro                                           | 16. November 1943 bis 11. Februar 1944     |                                        |
| Kommunikation              |                                                            |                                            |                                        |
| Minister                   | Federico Amoroso                                           | 27. Juli 1943 bis 11. Februar 1944         |                                        |
|                            | Tommaso Siciliani                                          | 11. Februar bis 17. April 1944             |                                        |
| Staatssekretär             | Giovanni Di Raimondo                                       | 16. November 1943 bis 17. April 1944       | zuständig für Eisenbahnen              |
|                            | Mario Fano                                                 | 16. November 1943 bis 17. April 1944       | zuständig für Post und Telegrafenwesen |
| Kultur                     |                                                            |                                            |                                        |
| Minister                   | Guido Rocco                                                | 27. Juli bis 15. August 1943               |                                        |
|                            | Carlo Galli                                                | 15. August 1943 bis 24. Februar 1944       |                                        |
|                            | Giovanni Cuomo                                             | 24. Februar bis 17. April 1944, ad interim |                                        |
| Nationale Erziehung        |                                                            |                                            |                                        |
| Minister                   | Leonardo Severi                                            | 27. Juli 1943 bis 11. Februar 1944         |                                        |
|                            | Giovanni Cuomo                                             | 11. Februar bis 17. April 1944             |                                        |
| Staatssekretär             | Giovanni Cuomo                                             | 16. November 1943 bis 11. Februar 1944     |                                        |

### Kabinett Badoglio II
| Präsidium des Ministerrats     |                                                        |                             |                                        |
| Präsident des Ministerrats     | Pietro Badoglio                                        | 22. April bis 8. Juni 1944  |                                        |
| Vizepräsident des Ministerrats | Palmiro Togliatti (PCI)                                | 22. April bis 8. Juni 1944  |                                        |
| Staatssekretär                 | Renato Morelli (PLI)                                   |                             |                                        |
| ohne Geschäftsbereich          |                                                        |                             |                                        |
| Minister                       | Benedetto Croce (PLI)                                  | 22. April bis 8. Juni 1944  |                                        |
| Minister                       | Carlo Sforza (parteilos)                               |                             |                                        |
| Minister                       | Giulio Rodinò di Miglione (DC)                         |                             |                                        |
| Minister                       | Pietro Mancini (PSIUP)                                 |                             |                                        |
| Ministerien                    |                                                        |                             |                                        |
| Äußeres                        |                                                        |                             |                                        |
| Minister                       | Pietro Badoglio (Militär)                              | 22. April bis 8. Juni 1944  |                                        |
| Italienisches Afrika           |                                                        |                             |                                        |
| Minister                       | Pietro Badoglio (Militär), ad interim                  | 22. April bis 8. Juni 1944  |                                        |
| Inneres                        |                                                        |                             |                                        |
| Minister                       | Salvatore Aldisio (DC)                                 | 22. April bis 8. Juni 1944  |                                        |
| Staatssekretär                 | Nicola Salerno (PSIUP)                                 |                             |                                        |
|                                | Filippo Caracciolo di Castagneto (PdA)                 |                             |                                        |
| Justiz                         |                                                        |                             |                                        |
| Minister                       | Vincenzo Arangio-Ruiz (PLI)                            | 22. April bis 8. Juni 1944  |                                        |
| Staatssekretär                 | Nicola Lombardi (PDL)                                  |                             |                                        |
| Finanzen                       |                                                        |                             |                                        |
| Minister                       | Quinto Quintieri (PDL)                                 | 22. April bis 8. Juni 1944  |                                        |
| Staatssekretär                 | Antonio Pesenti (PCI)                                  |                             |                                        |
| Krieg                          |                                                        |                             |                                        |
| Minister                       | Taddeo Orlando (Militär)                               | 22. April bis 8. Juni 1944  |                                        |
| Staatssekretär                 | Mario Palermo (PCI)                                    |                             |                                        |
| Luftfahrt                      |                                                        |                             |                                        |
| Minister                       | Renato Sandalli (Militär)                              | 22. April bis 8. Juni 1944  |                                        |
| Marine                         |                                                        |                             |                                        |
| Minister                       | Raffaele de Courten (Militär)                          | 22. April bis 8. Juni 1944  |                                        |
| Staatssekretär                 | Domenico Albergo (PSIUP)                               | zuständig für Handelsmarine |                                        |
| Landwirtschaft und Forsten     |                                                        |                             |                                        |
| Minister                       | Fausto Gullo (PCI)                                     | 22. April bis 8. Juni 1944  |                                        |
| Staatssekretär                 | Gino Bergami (parteilos)                               |                             |                                        |
| Handel, Industrie und Arbeit   |                                                        |                             |                                        |
| Minister                       | Attilio Di Napoli (PSIUP)                              | 22. April bis 8. Juni 1944  |                                        |
| Staatssekretär                 | Francesco Sansonetti                                   |                             |                                        |
| Öffentliche Arbeiten           |                                                        |                             |                                        |
| Minister                       | Alberto Tarchiani (PdA)                                | 22. April bis 8. Juni 1944  |                                        |
| Staatssekretär                 | Adolfo Cilento (PDL)                                   |                             |                                        |
| Kommunikation                  |                                                        |                             |                                        |
| Minister                       | Francesco Cerabona (PDL)                               | 22. April bis 8. Juni 1944  |                                        |
| Staatssekretär                 | Giovanni Di Raimondo (parteilos)                       |                             | zuständig für Eisenbahnen              |
| Staatssekretär                 | Mario Fano (parteilos)                                 |                             | zuständig für Post und Telegrafenwesen |
| Nationale Erziehung            | (umbenannt in Öffentlicher Unterricht am 29. Mai 1944) |                             |                                        |
| Minister                       | Adolfo Omodeo (PdA)                                    | 22. April bis 8. Juni 1944  |                                        |
| Staatssekretär                 | Angelo Raffaele Jervolino (DC)                         |                             |                                        |